# Фугувальний верстат

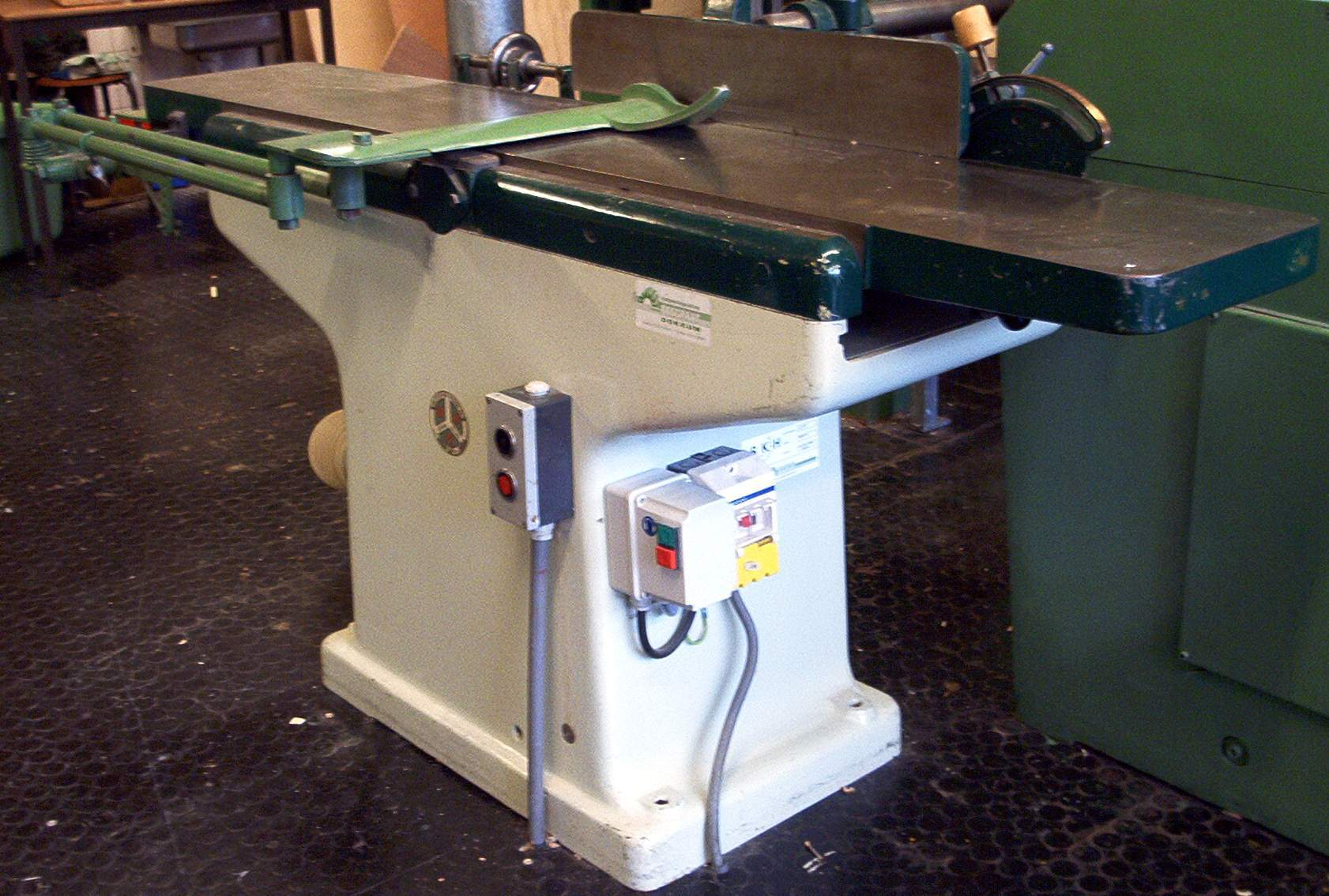
Фугувальний верстат

Схема обробки на фугувальному верстаті

Фугува́льний верста́т — деревообробний поздовжньо-фрезерний верстат, призначений для вирівнювання неправильної (жолобленої) чорнової поверхні деталей, створення геометричних площин, що мають бути базовими поверхнями під час подальшого оброблювання.

## Призначення
Верстат призначений для прямолінійного стругання (фрезерування) або стругання під кутом (фугування) брусків або щитів по площинах чи ребрах; різновид деревообробного стругального верстата. 

## Будова
Фугувальний верстат складається із станини на які змонтовано різальний інструмент — горизонтальний ножовий вал (довга циліндрична фреза), що має 2...4 ножі. Деякі фугувальні верстати обладнані, крім того, вертикальною ножовою (фрезерною) голівкою. Робочий стіл верстата складається з нерухомої задньої (задній стіл), поверхня якої знаходиться на рівні зовнішнього кола лез ножів і подовженої передньої частини (передній стіл), що встановлена по висоті нижче на товщину шару, що знімається від задньої (див. схему).  
Зазвичай на фугувальних верстатах обробляють одну площину чи одне ребро. Якщо їх необхідно обробити одночасно, діють і ножовий вал, і ножова голівка, розміщена перпендикулярно до поверхні робочого стола. Для стругання верхньої і нижньої поверхонь застосовують фугувально-рейсмусовий верстат, у якому фугувальний верстат суміщений з рейсмусовим верстатом. Верстат може бути оснащений знімним (чи стаціонарним) механізмом подачі (при ручній подачі цей механізм відсутній). При роботі на верстатах з механічною подачею деталі подають торець в торець. Товщина шару, що знімається, не повинна перевищувати 6 мм, а товщина стружки 1,5...2 мм.